# Палладийдиталлий
Палладийдиталлий — бинарное неорганическое соединение, интерметаллид
палладия и таллия
с формулой Tl2Pd,
кристаллы.

## Получение
- Сплавление стехиометрических количеств чистых веществ:

{\displaystyle {\mathsf {Pd+2Tl\ {\xrightarrow {535^{o}C}}\ Tl_{2}Pd}}}

## Физические свойства
Палладийдиталлий образует кристаллы
тетрагональной сингонии,
пространственная группа I 4/mcm,
параметры ячейки a = 0,6707 нм, c = 0,5743 нм, Z = 4,
структура типа диалюминиймеди Al2Cu
.
Соединение образуется по перитектической реакции при температуре 535 °C.